# Drymaeus castilhensis
Drymaeus castilhensis é uma espécie de caracol tropical, um molusco gastrópode pulmonado da família Bulimulidae endêmico do Brasil. Foi descrito em 2018, tendo como localidade tipo a Ilha do Castilho, localizada na costa sul-sudeste do Brasil.

## Filogenia
Estudos genéticos usando marcadores mitocondriais e nucleares, especificamente COI, H3 e ITS2/28S, posicionaram Drymaeus castilhensis em um grupo bem fundamentado junto com D. magus e D. papyraceus, confirmando suas semelhanças com base na morfologia. Este clado compartilha um ancestral comum com espécies dos gêneros Mesembrinus e Antidrymaeus. O gênero Drymaeus é altamente diverso, com cerca de 300 espécies. Portanto, estudos genéticos futuros com mais espécies incluídas podem levar a mudanças em nossa compreensão de suas relações evolutivas ou resultar em uma árvore filogenética revisada.